# 寂庵上昭
寂庵上昭（じゃくあん じょうしょう）は、鎌倉時代中期の臨済宗の僧。諱は上照ともかく。

## 経歴・人物
はじめ蔵叟朗誉に学ぶ。のち渡宋し、虚堂智愚らに参禅し、帰国すると鎌倉寿福寺の大休正念に師事し首座となる。のち同寺に入った朗誉の跡をつぎ、住持となった。